# Bauhaus-Bibliothek
Die Bauhaus-Bibliothek war eine zunächst in Weimar, seit 1925 in Dessau zum Bauhaus gehörende Bibliothek, die den Studierenden, Meistern und Dozenten zur täglichen Arbeit vor allem mit bebilderten Bänden aus Kunst, Architektur und Handwerk diente. Während der Bestand in Weimar etwa zur Hälfte die Zeiten überdauert hat, wurden nach der Auflösung des Bauhauses 1933 durch die Nationalsozialisten die Bücher und Zeitschriften aus der Dessauer Bibliothek von den letzten Studierenden und Dozenten in der kurzen Zeit in Berlin teilweise mit ins Exil genommen.

## Weimar 1919 bis 1925
Im Thüringischen Hauptstaatsarchiv Weimar existiert eine Bestandsliste der ersten Bauhaus-Bibliothek, die in der heutigen Universitätsbibliothek Weimar aufbewahrt und gepflegt wird. Sie umfasst zwar nur etwa 150 Titel, gibt aber einen Einblick in die damaligen Bibliotheksschwerpunkte.:9 Das Klassifizierungsprinzip mit 28 Sachgebieten der Großherzoglich-Sächsischen Kunstschule zu Weimar, dem Vorläufer des Bauhauses, von 1895 wurde fortgeführt. Allerdings zusätzlich mit den Sachgebieten XXIX und XXX, wobei 30 für die das Bauhaus betreffenden Werke vorgesehen war.:21 ff. Schwerpunkt der Ankäufe waren Bücher und Kataloge mit Abbildungen, Reproduktionen von Fotos, Mappen mit Druckgrafik und Diapositive zur Projektion. Der Themenbereich der Kunstgeschichte war in der Bauhaus-Bibliothek eher konservativ ausgerichtet. So gibt es, ähnlich wie in zeitgenössischen anderen Kunstbibliotheken, Bücher zu der Kunst von Albrecht Dürer, Carl Blechen oder auch „Die Geschichte der Renaissance in Italien“ von Jacob Burckhardt, sowie das Dehio-Handbuch. Es fehlen allerdings die damals bekannten und anerkannten Werke über El Greco und Matthias Grünewald von Hugo Kehrer. Die sogenannte expressionistische Kunsttheorie ist hingegen mit Werken von Fritz Burger, Carl Einstein und Ernst Heidrich im Bestand teilweise noch heute vorhanden. So spielte dessen Bildband über die altdeutsche Malerei im Unterricht von Johannes Itten eine wichtige Rolle. Schriften über den Kubismus von Daniel-Henry Kahnweiler und den deutschen Expressionismus von Paul Fechter.:26 f.
Eine besondere Stellung nahmen die von der Bibliothek abonnierten Fachzeitschriften ein, die sich vorwiegend mit Architektur befassten. Erwähnenswert sind die Zeitschriften „Frühlicht“ von Bruno Taut, die seine Theorie von einem „neuen Baugedanken“ vertrat, und die ebenfalls die Baukunst thematisierende Schrift „Stadtbaukunst in neuer und alter Zeit“. Aber auch kurzlebige Publikationen waren in der Bauhaus-Bibliothek vorhanden, so die niederländische Avantgardezeitschrift [Wendingen] von H. Th. Wijdeveld und die von Wilhelm Uhde herausgegebene Schrift „Die Freude – Blätter einer neuen Gesinnung“. Die Bildende Kunst war mit Jahresbänden „Kunst und Künstler – Illustrierte Monatsschrift für Kunst und Gewerbe“ und „Die Kunst – Monatshefte für freie und angewandte Kunst“ (beide 1921).:28
So gut wie nicht vertreten in der Bauhaus-Bibliothek waren Naturwissenschaft und Technik. Ebenso fehlt die Psychologie. Allerdings gibt es umfangreiche Literatur zum Kunstgewerbe. So finden sich Fach- und Handbücher zu Werkstoffen, Glasmalerei, Buchmalerei, Kalligrafie und Illustration, Lackiertechnik, zur Goldschmiedekunst und für Juweliere, aber auch zur Herstellung von Spitzen. Die meisten Autoren dieser Schriften standen, wie auch Walter Gropius, dem Deutschen Werkbund nahe und vertraten nicht immer die als „modern“ geltenden Standpunkte, die für das Bauhaus charakteristisch erscheinen. Mit 36 Schriften nahm die Völkerkunde, durchaus auch mit teilweise rassistisch aufzufassenden Ansichten, einen wichtigen Platz ein. Das Interesse galt besonders der Urzeit und den außereuropäischen Kulturen. Dazu gehörte Höhlenmalerei, ägyptische und afrikanische Plastik, sowie eine spekulative und esoterische Orient- und Indienbegeisterung. Doch waren auch heute noch anerkannte und genutzte Standardwerke von Carl Einstein, Hedwig Fechheimer und Herbert Kühn im Bestand der Bibliothek. Fragwürdig erscheinen dagegen die Veröffentlichungen von Ernst Fuhrmann, dem damaligen Direktor des Museums Folkwang, dessen Theorien über Sprachen eher verworren und unwissenschaftlich erscheinen.
Das Bauhaus sah sich durchaus auch in der mittelalterlichen Tradition des Bauhüttenwesens, die sich in einer Begeisterung für die Gotik der Kathedralen zeigte und deren teilweise angeblich geheimen Bezüge zur germanischen Kultur und deutschen Kunst. Daher sind in der Bibliothek auch Schriften erhalten geblieben, die sich mit Proportionen, Geometrie und einer eher unwissenschaftlich Synästhesie befassen. Hier werden Kunst, spekulative Wissenschaft, Religion und sogar Aberglaube vermischt. Erwähnt seien Christian Louis Herre mit seinen astrologisch inspirierten „Tempelgeheimnissen des Freiburger Münsters“, Adolf Reile, Karl Alhard von Drach, der davon überzeugt war, dass die Bauleute des Mittelalters das gleichschenkelige Dreieck mit einer 45°-Spitze aus ästhetischen und praktischen Gründen bevorzugt hätten.:30 ff.
Es ist bekannt, dass die Intellektuellen und Künstler der heute so genannten „Klassischen Moderne“ nach den teilweise traumatischen Erfahrungen des Ersten Weltkriegs die Kunst als Mittel sahen, die Welt nach der Katastrophe zu erneuern, und zwar nicht selten mit irrational anmutenden Theorien, Spekulationen und religiösen Tendenzen. Von Johannes Itten ist bekannt, dass er die „weiße arische Rasse“ nicht nur in Kunst und Kultur höher stehend als andere betrachtete. So enthält die Bauhaus-Bibliothek auch das Buch „Rassenlehre“ von Otto Hanisch aus dem Jahr 1922, in der seine Lehre des Mazdaznan vertreten wird und Itten durchaus als Grundlage für seine kunsttheoretischen Betrachtungen diente.

## Dessau 1925 bis 1932
Als das staatliche Bauhaus auf politischen Druck Weimar verlassen musste, blieb die Bibliothek teilweise zurück und ging in den Bestand der wiederbelebten konservativen Kunsthochschule über. Einiges wurde von den Lehrenden und Studierenden aber auch mitgenommen. Als jedoch 1933 das Bauhaus auf Druck der Nationalsozialisten endgültig schließen musste, verschwanden auch die Bestände der alten Dessauer Bibliothek. Die Bauhäusler nahmen die wichtigsten Werke mit nach Hause oder ins Exil. Erst 1986 konnte damit begonnen werden, eine neue Bauhaus-Bibliothek aufzubauen. Zunächst bestand sie nur aus den Handapparaten der Mitarbeiter, die nun zusammengeführt werden sollten. Untergebracht wurden diese Bücher zunächst an alter Stelle im Nordflügel des Dessauer Neubaus. Mit der Zeit kehrten einige verschollene Werke auch wieder zurück, auch solche mit den bekannten Bauhausstempeln von Oskar Schlemmer und Karl Peter Röhl. Durch weitere Schenkungen wuchs der Bestand stetig weiter. 2011 zog die nun wieder umfangreiche Bibliothek um und bezog das renovierte Gebäude einer ehemaligen DDR-Kaufhalle, das außerdem die Bibliothek der Hochschule Anhalt beherbergt. Neben der Pflege der weltgrößten Sammlung von Literatur über das Bauhaus legt die neue Bauhaus-Bibliothek ihr Schwergewicht traditionell auf Architektur, aber auch Stadtentwicklung, Ökologie sowie Theater und Design. Ein wichtiges Tätigkeitsgebiet ist sowohl die Suche nach verschollenen Werken der alten Bibliothek als auch die Recherche nach seltener vergriffener bauhausbezogener Literatur, oft aus Kleinverlagen.

## Wiederentdeckung verschollener Werke
Im Nachlass von Arno Fehringer wurden einige Druckwerke gefunden, die der Bauhausbibliothek zugeordnet werden konnten. Fehringer war als freischaffender Grafiker in den Jahren von 1949 bis 1952 an der Hochschule in Weimar als Druckmeister tätig. Darunter waren 6 Hefte der expressionistischen Zeitschrift Der Sturm. Die Objekte gehörten zu einer Schenkung an die Bauhaus-Universität Weimar und wurden dort von Christiane Wolf, der Leiterin des Archivs der Moderne am Bauhaus, entdeckt. Durch die eindeutige Signatur oder den bekannten Bauhaus-Stempel von Oskar Schlemmer konnten sie eindeutig zugeordnet werden. Es handelt sich um folgende sechs Werke:
- Herwarth Walden: Katalog zu Franz Marc. 1916 (mit Stempel und Signatur: IV/286).
- Herwarth Walden (Hrsg.): Der Sturm. Katalog zur Sechzehnten Ausstellung Gemälde und Zeichnungen des Futuristen Gino Severini, Erster Deutscher Herbstsalon, Berlin 1913 (mit Stempel und Signatur: XXV/126).
- Herwarth Walden (Hrsg.): Der Sturm. Katalog Hundertste Ausstellung – Zehn Jahre Sturm Gesamtschau, Berlin 1921 (mit Stempel und Signatur: XXVI/20).
- Herwarth Walden (Hrsg.): Der Sturm. Monatszeitschrift für Kultur und Künste. 11. Jahrgang, Berlin 1920 (mit Stempel und Signatur: XXI/49a).
- Charles Péguy: Die Litanei vom schreienden Christus. (mit Stempel und Inschrift „Dem staatlichen Bauhaus geschenkt 1923“ und Signatur: XIX/5).
- Kasimir Malewitsch: Die gegenstandslose Welt. Aus der Reihe Bauhausbücher. München 1927. Schriftleitung Walter Gropius und László Moholy-Nagy (ohne Stempel).

Fehringer hatte diese vermutlich von Harry Scheibe erhalten, der intensive Kontakte zum Bauhaus hatte. Bereits im Jahr 2009 war eine Zusammenstellung unter dem Titel Die Bauhaus-Bibliothek: Versuch einer Rekonstruktion erschienen, in der die Systematik der Einordnung der zugehörigen Werke beleuchtet werden. Bei ihrer Rekonstruktion stellten Michael Siebenbrodt und Frank Simon-Ritz fest, dass die Bücher und Zeitschriften jeweils mit einem Stempel versehen waren. Zudem gab es eine systematische Zuordnung, die aus einer römischen und einer arabischen Ziffer bestehen. Insgesamt wurden so 147 teilweise mehrbändige Titel zugeordnet. Es wurden durch die Systematik aber auch Lücken im Bestand sichtbar.